# Campylomyza arcuata
Campylomyza arcuata är en tvåvingeart som beskrevs av Jaschhof 2009. Campylomyza arcuata ingår i släktet Campylomyza, och familjen gallmyggor. Arten är reproducerande i Sverige.